# Barāzq
Barāzq (persiska: برازق) är en ort i Iran.   Den ligger i provinsen Khorasan, i den nordöstra delen av landet, 600 km öster om huvudstaden Teheran. Barāzq ligger 1 212 meter över havet och antalet invånare är 772.
Terrängen runt Barāzq är platt åt nordost, men åt sydväst är den kuperad. Terrängen runt Barāzq sluttar norrut.Runt Barāzq är det ganska glesbefolkat, med 29 invånare per kvadratkilometer. Närmaste större samhälle är Sheshtomad, 4,1 km sydost om Barāzq. Omgivningarna runt Barāzq är i huvudsak ett öppet busklandskap.